# NGC 7378
NGC 7378 é uma galáxia espiral barrada (SBab) localizada na direcção da constelação de Aquarius. Possui uma declinação de -11° 49' 00" e uma ascensão recta de 22 horas, 47 minutos e 47,5 segundos.
A galáxia NGC 7378 foi descoberta em 19 de Setembro de 1879 por Ernst Wilhelm Leberecht Tempel.